# Rio Membeca
Rio Membeca är ett vattendrag i Brasilien.   Det ligger i delstaten Mato Grosso, i den centrala delen av landet, 1 100 km väster om huvudstaden Brasília.
I omgivningarna runt Rio Membeca växer i huvudsak städsegrön lövskog. Trakten runt Rio Membeca är nära nog obefolkad, med mindre än två invånare per kvadratkilometer.